# 宋庆龄儿童文学奖
宋庆龄儿童文学奖，1986年建立，每隔两年或三年颁发一次，主办方是宋庆龄基金会、中华人民共和国文化部、中华人民共和国教育部、国家广电总局、中国共青团团中央、全国妇联、中国作家协会、中国科技协会，作品标准是“善、智、美”。同“冰心儿童文学新作奖”、“陈伯吹儿童文学奖”、“全国优秀儿童文学奖”列为中国大陆四大儿童文学奖。第一届至第四届分文学体裁授奖，第五届开始每届涵盖所以常见体裁。

## 届次
- 第一届（剧本）：一等奖无；二等奖《寻找回来的世界》（楚雪、战楠），《一群小好汉》（戚君）；三等奖《好爸爸、坏爸爸》（诸葛怡），《心灵的答卷》（张弘），《彗星》（孙卓、郑凯南、易介南）

- 第二届（科幻）：一等奖无；二等奖《神翼》（郑文光），《梦魇》（叶至善、叶三午、叶小沫），《大熊猫的故事》（潘文石）；三等奖《乔装打扮的土狼》（树敬、树逊）、《肖建亨获奖科学幻想小说选》（肖建亨），《数学司令》（李毓佩），《少年李四光》（严慧），《带电的贝贝》（张之路）

- 第三届（小说）：一等奖《山羊不吃天堂草》（曹文轩）；二等奖《少年噶玛兰》（李潼），《第三军团》（张之路），《少女的红发卡》（程玮）；三等奖《鹰的传奇》（杨啸），《今年你七岁》（刘建屏），《太阳梦见我》（李杨杨），《雾锁桃李》（张微），《天才、神才、鬼才》（罗辰生）

- 第四届（童话）：一等奖《怪老头》（孙幼军）；二等奖《吴梦起童话选》（吴梦起），《郑渊洁童话选》（郑渊洁），《狼蝙蝠》（冰波）；三等奖《小树叶童话》（金波），《向明星进攻》（周锐），《怪孩子树米》（郑允钦），《孩子王老虎》（王家珍），《新编小巴掌童话百篇》（张秋生）

- 第五届：小说类：《草房子》（曹文轩）；童话类《绿人》（班马）；幼儿文学《梅花鹿的角树》（葛冰）

- 第六届：小说类：《你是我的妹》（彭学军）；童话类《吹口琴的小野兔阿洛兹》（常星儿）；科学《非法智慧》（张之路）；佳作奖《天棠街3号》（秦文君）、《大头儿子小头爸爸》（郑春华）、《男孩无羁，女孩不哭》（常新港）、《根鸟》（曹文轩）、《电脑大盗变形记》（萧袤）、《骑在扫帚上听歌的巫婆》（张秋生）、《小朵朵和超级保姆》（汤素兰）、《笛王的故事》（王宜振）、《让我们远行》（钟代华）、《大自然探险系列》（刘先平）、《中国孩子的梦》（谷应）、《感谢往事》（金波）、《哈玛！哈玛！伊斯坦堡！》（桂文亚）、《南极探险·北极探险》（位梦华）、《天使的花房》（吴然）、《走进弟弟山》（林芳萍）